# I. e. 306
Évszázadok: i. e. 5. század – i. e. 4. század – i. e. 3. század
Évtizedek: i. e. 350-es évek – i. e. 340-es évek – i. e. 330-as évek – i. e. 320-as évek – i. e. 310-es évek – i. e. 300-as évek – i. e. 290-es évek – i. e. 280-as évek – i. e. 270-es évek – i. e. 260-as évek – i. e. 250-es évek
Évek: i. e. 311 – i. e. 310 – i. e. 309 – i. e. 308 –  i. e. 307 – i. e. 306 – i. e. 305 – i. e. 304 – i. e. 303 – i. e. 302 – i. e. 301

## Események

### Ciprus
- A Ciprust is uraló Ptolemaiosz megtudja, hogy szövetségese, Nikoklész paphoszi király felvette a kapcsolatot Antigonosszal. Embereivel körbevéteti Nikoklész házát, akik kényszerítik őt, hogy öngyilkosságot kövessen el. Ezután Nikoklész családja is öngyilkos lesz, fivérei magukra gyújtják a házat.
- Antigonosz fia, Démétriosz Poliorkétész partra száll Cipruson és Szalamiszban ostrom alá veszi Ptolemaiosz fivérét, Menelaoszt. Ptolemaiosz flottát küld testvére felmentésére, de a szalamiszi csatában döntő vereséget szenved és hajóhada odavész. Démétriosz megszállja Ciprust és ellenőrzése alá vonja a Földközi-tenger keleti felét.

### Kis-Ázsia
- Antigonosz királlyá kiáltja ki magát (a makedón királyi címet i.e. 309, IV. Alexandrosz meggyilkolása óra senki sem viselte) és társuralkodóként maga mellé veszi Démétrioszt.
- Antigonosz nagy hadsereggel partra száll Egyiptomban, de Ptolemaiosz visszaveri a támadását.

### Itália
- Szürakuszai és Karthágó békét köt egymással, a Halükosz folyó mentén felosztják egymás között Szicíliát. Agathoklész, Szürakuszai ura megerősítheti uralmát az általa elfoglalt szicíliai görög városok fölött.
- Rómában Quintus Martius Tremulust és Publius Cornelius Arvinát választják consulnak. Az addig római szövetséges hernicusok fellázadnak, a szamniszok pedig elfoglalják Calatia és Sora városát.
- Martius rövid idő alatt meghódoltatja a hernicusokat és a másik consul segítségére siet. A szamniszok menet közben megtámadják, de Cornelius a csata közben elfoglalja a táborukat és oldalba kapja őket, mikre a szamniszok elmenekülnek.
- Caius Iunius Bubulcus censor elkezdi Salus templomának építését. A rómaiak megújítják szövetségüket Karthágóval. A consulválasztás lebonyolítására dictatorrá nevezik ki Publius Cornelius Scipio Barbatust.[1]

## Kultúra
- Epikurosz Athénba költözik és megalapítja iskoláját, a Képoszt ("Kert").

## Halálozások
- Nikoklész paphoszi király

## Fordítás
- Ez a szócikk részben vagy egészben  a(z)   306 BC című angol Wikipédia-szócikk ezen változatának fordításán alapul.  Az eredeti cikk szerkesztőit annak laptörténete sorolja fel. Ez a jelzés csupán a megfogalmazás eredetét és a szerzői jogokat jelzi, nem szolgál a cikkben szereplő információk forrásmegjelöléseként.